# غزة (جنس)
غزة الاسم العلمي والفرنسي والإنكليزي من العربي (الاسم العلمي Gazza)، جنس أسماك وفصيلة الأسماك ناعمة الفكوك شائكات الزعانف. أنواعها المعروفة خمسة. أعطانها الأصيلة المحيط الهندي وغرب المحيط الهادي، وفي بحر الخليح العربي والبحر الأحمر. أجسامها شبه بيضية الشكل، معتدلة التبطيط، تطول من 20 إلى 30 سم. أثوابها السائدة إلى الربدة الفضية تعقب عند الظهر وتصفر عند البطن. رؤوسها شبه أسفينية الشكل. أخطامها علوية الارتكاز مندفعة. عيونها مستديرة، كبيرة، ماسحة. زعانفها الظهرية والشرجية مستطيلة متقابلة.. زعانفها الذيلية فارقة. لحومها جيدة الصنف مرغوب فيها.

## الأنواع
يوجد حاليًا خمسة أنواع معترف بها في هذا الجنس:
- Gazza achlamys دايفيد جوردن & Starks, 1917[3] (Smalltoothed ponyfish)
- Gazza dentex (اشيل فالنسيان in جورج كوفييه & Valenciennes, 1835)[4] (Ovoid toothpony)
- Gazza minuta (ماركوس إليسر بلوخ, 1795)[5] (Toothpony)
- Gazza rhombea Kimura، Yamashita & Iwatsuki, 2000[6] (Rhomboid toothpony)
- Gazza squamiventralis Yamashita & Kimura, 2001[7] (Scaled belly toothpony)